# تيرانس ساندرز
تيرانس ساندرز (بالإنجليزية: Terrance Sanders)‏ هو لاعب كرة قدم أمريكية أمريكي، ولد في 23 نوفمبر 1983 في برادنتون في الولايات المتحدة.

## وصلات خارجية
- تيرانس ساندرز على موقع JustSportsStats.com (الإنجليزية)